# SBB Tem III
Die Tem III waren kleine zweiachsige Schienentraktoren mit Zweikraftantrieb der Schweizerischen Bundesbahnen (SBB) für den Stationsdienst. Gegenüber den zuvor in Betrieb genommenen SBB Tem I und den später gebauten SBB Tem II waren sie die stärkste Ausführung von kleinen Rangierlokomotiven mit Elektroantrieb und Verbrennungsmotor.

## Technik
Alle Zweikraftfahrzeuge der Bauarten Tem I bis Tem III beziehen ihre Energie in der Regel über die Fahrleitung. Mit einem zusätzlich eingebauten Dieselaggregat können sie auf Gleisen ohne Fahrleitung verkehren. Die Fahrmotoren der Tem III wurden aus Kostengründen baugleich mit denjenigen der De 4/4-Gepäcktriebwagen konstruiert. Jede Achse wird von einem eigenen Tatzlagermotor angetrieben. Diese Motoren arbeiten bei Speisung durch die Oberleitung mit Wechselstrom, im Dieselbetrieb arbeiten sie als Gleichstrommotor. Die Leistung mit Dieselmotor ist geringer als beim reinen elektrischen Betrieb und beträgt etwa ein Drittel gegenüber der Speisung aus der Fahrleitung. Die Serienausführung wurde ab Werk mit einer Druckluftbremse ausgestattet.

## Lieferungen und Einsatz

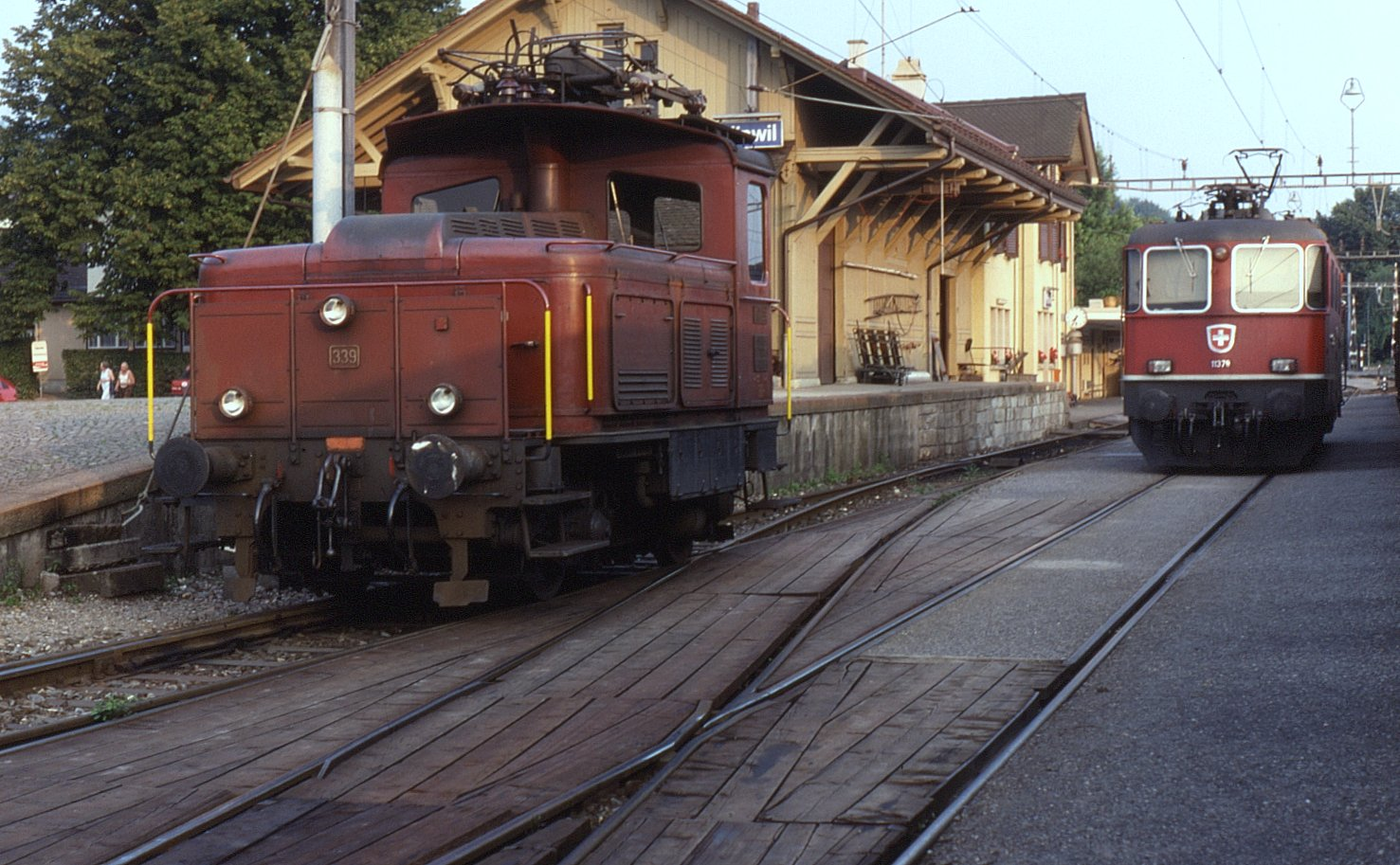
SBB Tem III 339 und Re 4/4 III 11379 in Hinwil ZH

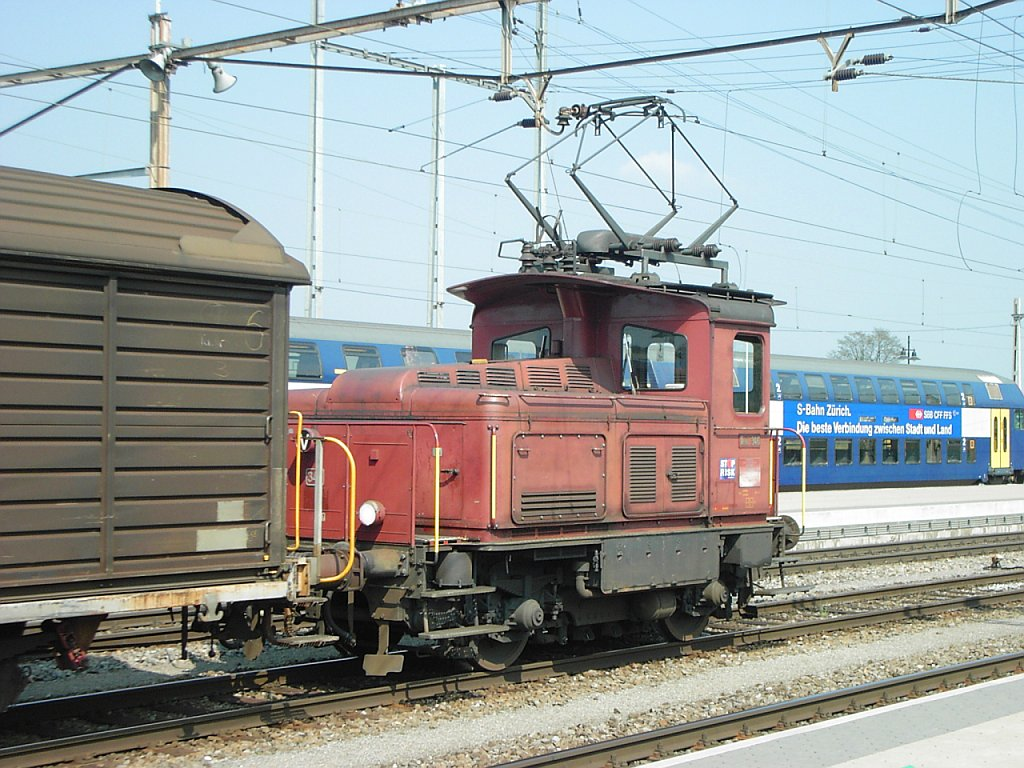
SBB Tem III 346 in Pfäffikon SZ

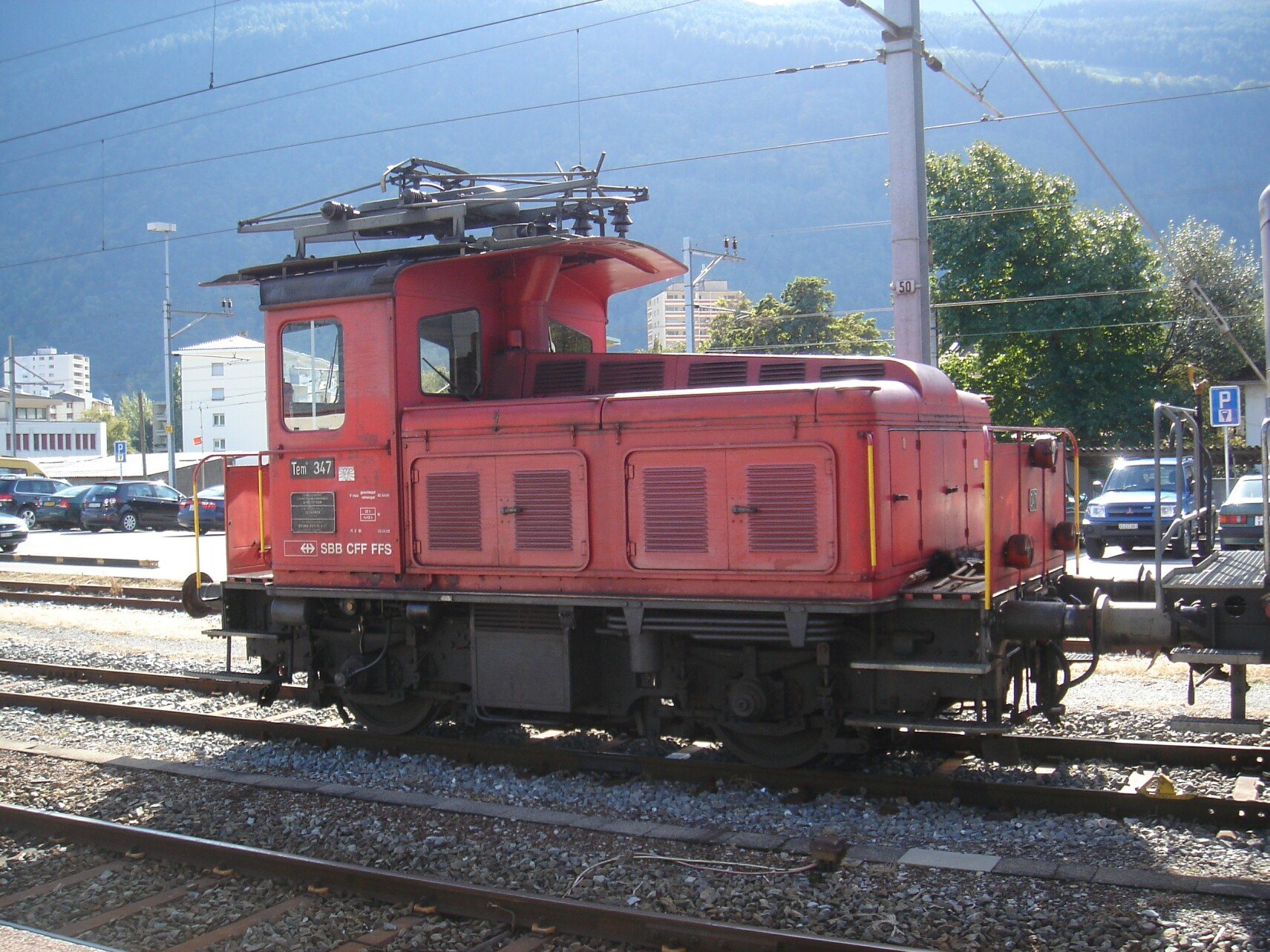
SBB Tem III 347 im Bahnhof Martigny VS (Martinach)

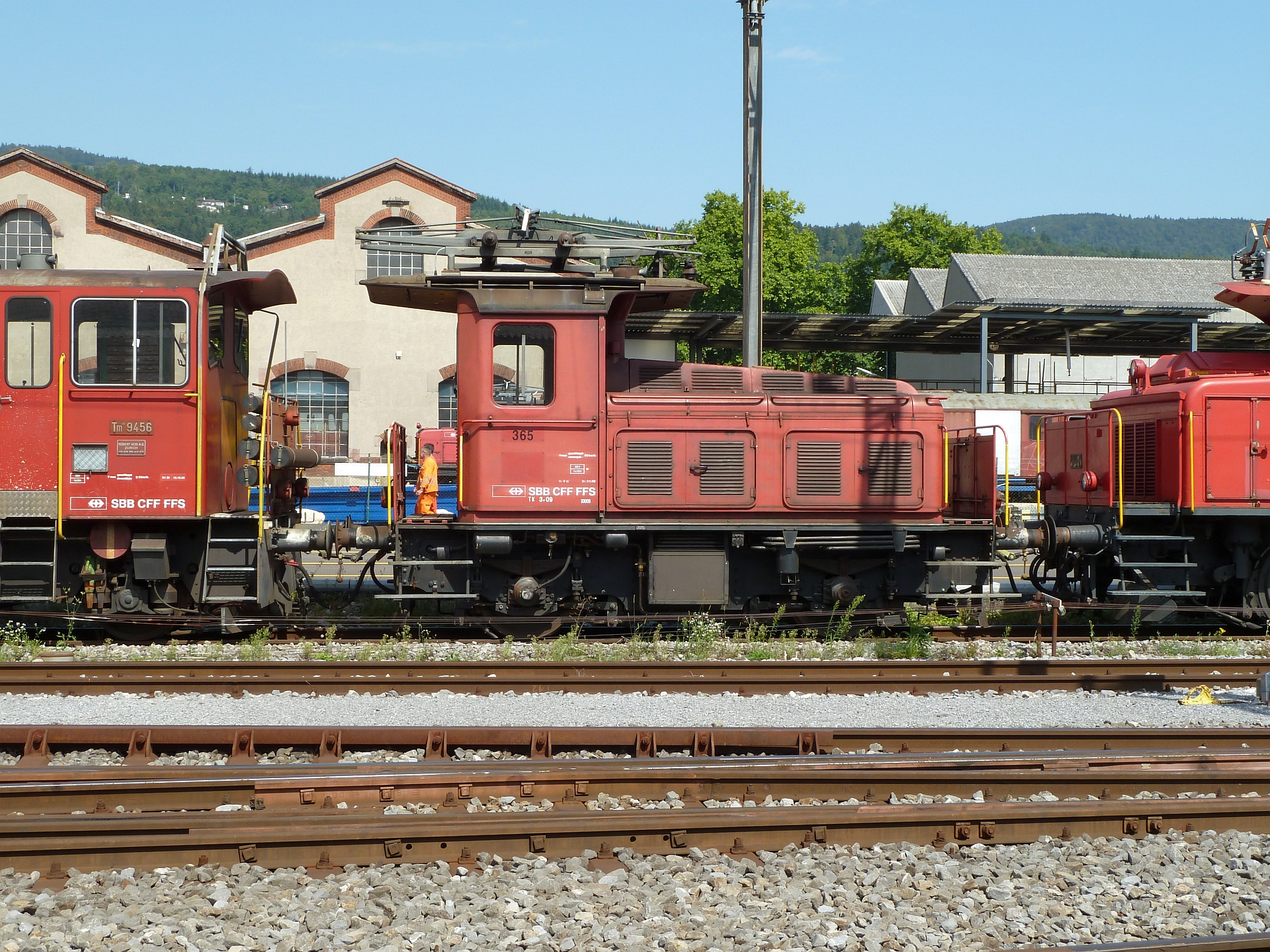
SBB Tem III 365 in Biel/Bienne BE

Bis in die 1960er Jahre standen im Rangierdienst der SBB noch die Dampflokomotiven der Baureihe SBB E 3/3 Tigerli im Einsatz. Speziell für Rangierdienste und die Bedienung nicht elektrifizierter Anschlussgleise beschaffte die SBB bereits ab 1950 neben elektrischen und dieselbetriebenen Rangiertraktoren auch Zweikraftlokomotiven in relativ geringer Stückzahl.
Einer 1954 und 1955 gebauten, als SBB Tem III 2/ 21' bis 23' bezeichneten Vorserie, gebaut von Vevey, Sécheron und Saurer, folgte ab 1957 eine Serie von 42 Fahrzeugen, die als Tem III 2/2 4 bis 45 – nicht fortlaufend – nummeriert wurden. Diese lieferten SLM, Sécheron, BBC und Saurer. Mit der Indienststellung der Serienfahrzeuge erhielten die Prototypen die Nummern 1 bis 3. Im Jahre 1963 wurden die Fahrzeuge einschliesslich der Fahrzeuge der Vorserie zu Tem III 321 bis 345.
Mit der Einführung neuer Bauartbezeichnungen wurden die Vorserienfahrzeuge der Tem III bei der Staatsbahn als Baureihe 222 000 bis 002 bezeichnet. Die Serienausführung erhielt die Nummern 220 010 bis 052. Mit der Einführung zwölfstelliger Nummern ab 2005 wurde daraus 97 85 1 220 ergänzt durch die Seriennummer. An den Fahrzeugen war diese buchmässige Bezeichnung nicht angeschrieben.
Im Jahre 1994 waren noch alle Tem III ausser dem Vorserienfahrzeug Nummer 323 in Dienst. Die Ausmusterung der Baureihe setzte in grösserem Masse 2006 ein. Am 1. Januar 2008 waren bei den SBB noch 25 Fahrzeuge im Bestand. Bis 2013 wurden alle Maschinen ausgemustert.

## Verbleib

SBB Tem III 354 des DVZO vor der Remise Bauma ZH

Vermutlich sind nur fünf Fahrzeuge erhalten geblieben, andere Verkäufe an Schrotthändler dienten wohl der Verwertung.
Tem III 329 wurde im Mai 2011 ausgemustert und an das Verkehrsunternehmen Travys (Transports Vallée de Joux–Yverdon-les-Bains–Ste-Croix) in der Region Yverdon verkauft.
Tem III 334 ist beim Club Bm 22-70
Tem III 343 ist beim Verein Extrazug und befindet sich in Revision.
Tem III 351 war für die Stiftung Historisches Erbe der SBB (SBB Historic) vorgesehen.
Tem III 354 wird seit 2006 beim Dampfbahn-Verein Zürcher Oberland (DVZO) in Bauma erhalten.